# Vladimír Řezáč
Vladimír Řezáč (8. března 1948 – 29. dubna 1996 Jablonec nad Nisou) byl český politik, v 90. letech 20. století poslanec České národní rady a Poslanecké sněmovny za KSČ, pak za KSČM, později za Stranu demokratické levice a ČSSD, krátce před volbami v roce 1996 spáchal sebevraždu.

## Biografie
Ve volbách v roce 1990 byl zvolen do České národní rady za KSČ, respektive její českou organizaci KSČM. Mandát obhájil ve volbách v roce 1992, nyní za koalici Levý blok, kterou tvořila KSČM a menší levicové skupiny (volební obvod Severočeský kraj). Zasedal ve výboru pro právní ochranu a bezpečnost.
Od vzniku samostatné České republiky v lednu 1993 byla ČNR transformována na Poslaneckou sněmovnu Parlamentu České republiky. V rámci KSČM představoval reformní křídlo. Již v prosinci 1992 navrhl uspořádat stranické referendum o jménu strany, přičemž se klonil k názvu Komunistická strana Čech a Moravy - Strana demokratické levice. V červnu 1993 se uvádí jako člen přípravného výboru nové politické formace Strana demokratické levice. Tehdy ještě neúspěšně kandidoval na post předsedy KSČM, ale funkci získal Miroslav Grebeníček, což urychlilo proces odchodu reformní levice z komunistické strany. V rámci poslaneckého klubu Levého bloku pak Řezáč jako jediný zastupoval Stranu demokratické levice. V listopadu 1993 se již uvádí jako místopředseda SDL. V poslaneckém klubu Levého bloku setrval do podzimu 1994. V listopadu 1994 opustil Stranu demokratické levice a podal přihlášku do ČSSD v místní organizaci Jablonec nad Nisou a zároveň přestoupil do poslaneckého klubu sociální demokracie. Ve sněmovně setrval do své smrti v dubnu 1996.
V září 1995 ČSSD rozhodla, že Řezáč bude jedním z lídrů kandidátky sociálních demokratů v severních Čechách v blížících se sněmovních volbách roku 1996. V dubnu 1996 krátce před volbami ale spáchal sebevraždu. Zastřelil se ve svém bytě v Jablonci nad Nisou. Jeho kolegové ze sněmovny poté uvedli, že v poslední době byl uzavřený a pesimistický. V červenci 1996 policie odložila vyšetřování jeho smrti, protože nezjistila cizí zavinění a zároveň nebyla schopná objasnit motivy. U poslance se našel dopis na rozloučenou, ale bez udání důvodů.